# Phillipsburg, Kansas
Phillipsburg är administrativ huvudort i Phillips County i Kansas. Orten har fått sitt namn efter politikern William A. Phillips. Enligt 2020 års folkräkning hade Phillipsburg 2 337 invånare.